# Amasia (Armavir)
Amasia (in armeno Ամասիա?, anche chiamato Amasiya) è un comune dell'Armenia di 958 abitanti (2001) della provincia di Armavir; il paese fu fondato nel 1930.